# Ыбыраев, Болат Калыбекович
Болат Калыбекович Ыбыраев (23.06.1954) — советский и казахский актёр театра, один из основателей академического музыкально-драматического театра имени Калибека Куанышбаева, Заслуженный деятель Казахстана (2013).

## Биография
Родился 23 июня 1954 года в селе Нуркена Абдирова Каркаралинского района Карагандинской области.
С 1960 по 1970 год окончил десятилетнюю школу. В 1972—1974 годах служил в Советской Армии.
С 1975 по 1979 год окончил актерский факультет Казахской национальной академии искусств им. Т. Жургенова (бывший Алматинский государственный театрально-художественный институт) под руководством народной артистки СССР профессора Шолпан Жандарбековой.
В 1979—1990 — актер Карагандинского драматического театра имени Сакена Сейфуллина.
С 1990 года — актер академического музыкально-драматического театра имени Калибека Куанышбаева.

## Основные роли на сцене
1. М. Ауэзов «Қара Қыпшақ Қобыланды» — Көбікті
2. М. Ауэзов «Карагоз» — Жабай
3. М. Ауэзов «Абай» — Оразбай
4. М. Ауэзов «Енлик-Кебек» — Кенгирбай
5. М. Ауэзов «Қараш-қараш» -
6. Г. Мусрепов «Акан Сери-Актокты» — Жалмукан, Балта
7. Г. Мусрепов «Кыз Жибек» — Базарбай
8. Ч. Айтматов «День длиннее века» — Едиге
9. Д. Исабеков «Сестра» — Тимур
10. А. Тарази «Хороший человек» — Марат
11. М. Карим «Ай тұтылған түн» — Диуана
12. С. Муканов «Мөлдір махаббат» — Бүркіт
13. О. Букеев «Мой сын» — Жан
14. Н. Гоголь «Свадьба» — Жевакин
15. Т. Ахтанов «Потерянный друг» — Естемесов
16. Т. Ахтанов «Күшік күйеу» — Кубик
17. Т. Ахтанов «Клятва» — Хан
18. А. Дударев «Кеш» — Мультик
19. Т. Джуденоглу «Лавина» — Старейшина
20. У. Шекспир «Ромео и Джульетта» — Пастор
21. У. Шекспир «Гамлет» — Полоний
22. М. Фриш «Дон Жуанның думаны» — Тенорио
23. А. Чехов «Дядя Ваня» — Войницкий
24. Б. Узаков «Жандауа» — Шал
25. Б. Узаков «Надежда» — юрист
26. В. Дельмар «Баянсыз бақ» — мистер Купер
27. Д. Рамазан «Кенесары — Күнімжан» — Турсынбай
28. Д. Рамазан «Абылай ханның арманы» — Би
29. Ж. Ануй «Жалын жұтқан Жанна Д’арк» — Кошон
30. К. Жунисов «Сәкен-Сұңқар» — А.Байтурсынов
31. В. Ежов «Тыраулап ұшқан тырналар» — Лукьянов и др.

## Награды и звания
1. Медаль «За трудовое отличие» (12.12.2002)
2. Заслуженный деятель Казахстана (2013)